# Illes Gambier
Les illes Gambier (tahitià Te ta’amotu nō Ma’areva mā) són un arxipèlag de la Polinèsia Francesa situat a l'extrem sud-est de les Tuamotu. A vegades també s'anomenen illes Mangareva a partir del nom de l'única illa habitada.

## Geografia
Encara que les Gambier siguin una prolongació de les Tuamotu, se solen considerar com un arxipèlag a part, ja que, mentre les Tuamotu són quasi totes atols, les Gambier són d'origen volcànic, excepte l'atol de Temoe. A més, culturalment i lingüística, estan més relacionades amb les illes Australs o les illes Cook meridionals que les Tuamotu.
Estan formades per quatre illes altes (Mangareva, Taravai, Akamaru i Aukena) i diversos illots distribuïts en una barrera de corall de 80 km. Són les restes d'un immens volcà esfondrat. La superfície total és de 31 km². La vegetació és tropical amb cocoters, bananers i pandanàcies.
El punt més alt és el Mont Duff, a Mangareva, amb 482 m. La vila principal és Rikitea, a Mangareva que és l'única illa habitada. La població total, al cens del 2002, és de 1.097 habitants. L'economia es basa en el cultiu de cafè, taronges i síndries, i en la producció de perles negres.
Administrativament les illes Gambier formen part del districte de Tuamotu-Gambier. La comuna de les Gambier inclou algunes illes deshabitades del sud de les Tuamotu: el Grup Acteó, Marutea Sud, Maria Est i Morane. Per accedir-hi fa falta una autorització per poder travessar la zona militar d'assaigs nuclears de les Tuamotu.

## Història
Les illes Gambier van ser poblades al segle X des de les illes Cook, i al segle xiii des de les Marqueses. Fins al segle xv van tenir una població important que comerciava amb les illes de la Societat, les Marqueses i les Pitcairn. La superpoblació va comportar la desforestació i l'enfonsament econòmic. La ruptura del comerç portà a l'aïllament, el despoblament de Pitcairn, una sèrie de guerres tribals i el canibalisme.
La història moderna de les Gambier va lligada a la història missionera de la Polinèsia, i a Tahití. El primer europeu a arribar-hi, el 1797, va ser l'anglès James Wilson en la primera expedició missionera, que fou organitzada per la London Missionary Society. Després d'explorar les illes van seguir camí fins a Tahití on van desembarcar els missioners. Wilson anomenà l'arxipèlag en honor de l'almirall que havia apadrinat l'expedició missionera.

### L'afer Laval i Caret

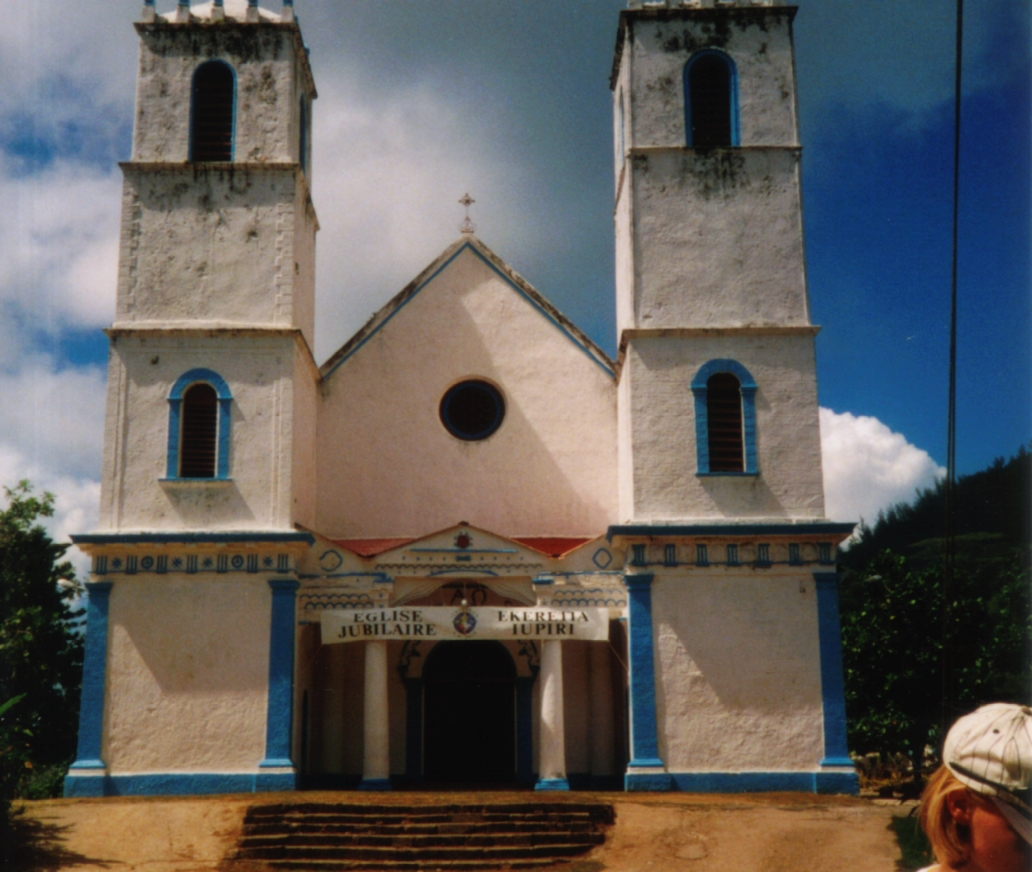
Catedral de Mangareva

El 1834 van arribar els jesuïtes belgues Honoré Laval i François Caret, per fundar la primera missió catòlica polinèsia, a banda de l'intent fallit dels espanyols a Tahití el 1775. Els dos jesuïtes acabarien sent protagonistes de l'annexió francesa de Tahití. Animats per l'èxit, després de batejar tota la població de les Gambier, es van traslladar a Tahití el 1836. En aquesta illa, des de l'expedició de Wilson, hi havia una missió protestant governada per Pritchard que, a més, era cònsol britànic i conseller de la reina Pomare. Pritchard aconseguí que fessin expulsar els missioners catòlics provocant un conflicte diplomàtic. França va enviar l'almirall Dupetit-Thouars per demanar reparacions. L'almirall acabà establint primer un protectorat i després l'annexió de Tahití.
Mentrestant, a les Gambier, van patir un terratrèmol i un tsunami el 1837. Els pares Laval i Caret van tornar a l'arxipèlag i van sotmetre la població a un règim teocràtic sever. Per una banda van ensenyar als illencs a escriure i llegir i els van protegir dels comerciants europeus i dels baleners. Segons una frase del pare Laval la «civilització porta la sifilització». Per altra banda el zel religiós els portà a destruir sistemàticament tots els ídols i temples, i al seu lloc van fer construir de forma desmesurada més d'un centenar d'edificis de pedra: esglésies, capelles, convents, seminaris, rectories, cementiris, arcs de triomf. Només a la catedral de Sant Miquel, a Mangareva, hi caben 2.000 persones. La població, que era més de 2.000 habitants a l'arribada de Laval i Caret, va caure a 500 a finals del segle xix degut a les malalties, l'emigració i l'alcohol.
Després de la denúncia per part d'alguns comerciants de la situació despòtica de la missió, el bisbe va cridar Laval a Tahití, el 1871.
Les Gambier foren annexionades a França el 1880.

## Illes
Són quatre illes volcàniques, un atol i diversos illots.

### Mangareva
Per a més informació, vegeu l'article principal sobre Mangareva
Mangareva és l'illa principal de les Gambier, amb la capital Rikitea al peu del Mont Duff de 441 m. És l'única illa habitada permanentment de l'arxipèlag. Va ser descoberta per l'anglès James Wilson que l'anomenà Peard.
A 45 minuts amb barca al nord-est es troba l'illot Totegegie, de 4 km, on hi ha l'aeroport de les illes.

### Taravai
Taravai, amb 5,3 km² i 256 m d'altitud, és la segona illa de les Gambier, a 1,5 km al sud-oest de Mangareva. Històricament també s'ha anomenat Belcher. Antigament hi havia una població d'uns 2.000 habitants. Avui hi ha algun resident esporàdic. S'hi troben les restes de l'església de Sant Gabriel.
Illots prop de Taravai són: Agakauitai (de 0,7 km² i 146 m d'altitud), Kamaka (abans Collie), Makupu, Makaroa (abans Marsh), Manui.

### Akamaru
Akamaru, amb 1,5 km² i 246 m d'altitud, és a 7 km al sud-est de Mangareva. Històricament també s'ha anomenat Wainwright. En aquesta illa Laval i Caret van celebrar la primera missa. Hi ha l'església de la Mare de Déu de la Pau construïda el 1841. Avui és visitada esporàdicament pels habitants de Mangareva per collir taronges.
A la costa nord-oest hi ha l'illot de Mekiro.

### Aukena
Aukena, amb 1,5 km², és a mig camí entre Mangareva i Akamaru. Històricament també s'ha anomenat Elson. S'hi va construir la primera església, de Sant Rafael, i un col·legi. Té una esplèndida platja de sorra blanca.

### Temoe
Temoe, o Timoe, és un atol a 50 km al sud-est de Mangareva. Històricament també s'ha anomenat Crescent. S'hi troba un temple polinesi (marae) relacionat amb les illes Marqueses. El 1838 els missioners van desplaçar tota la població a Mangareva per fer els treballs de construcció monumental.